# Styggåstjärnen (Äppelbo socken, Dalarna)
Styggåstjärnen är en sjö i Vansbro kommun i Dalarna och ingår i Dalälvens huvudavrinningsområde.